# Nitella capillaris
Nitella capillaris – gatunek ramienicy z rodzaju krynicznik.

## Morfologia
Pokrój
Średni makroglon (długości 10–40 cm, zwykle do 20 cm). Cienka (0,5–1 mm średnicy), silnie rozgałęziona nibyłodyga. Międzywęźla długie (do 8 cm), przeważnie dłuższe od nibyliści. Plecha żywozielona lub ciemnozielona, rzadko inkrustowana węglanem wapnia. Charakterystyczną cechą jest galaretowata otoczka gametangiów widoczna gołym okiem, zwłaszcza że płodne nibyliście skupiają się w główki. Roślina dwupienna.
Nibyliście
O różnej długości (zwykle 2–4 cm). Po 6–9 w okółku. Tępo zakończone, ewentualnie z ostro wyciągniętym fragmentem ściany komórkowej (koniec hialinowy). Nibyliście płonne długie, mogą być dłuższe od międzywęźli. Widlasto rozgałęzione, mogą się nie rozwidlać. Więcej w dolnej części nibyłodygi. Większość nibyliści płodna. Te są rozwidlone pojedynczo z jednym długim członem pierwszego rzędu i krótszymi 2–3 członami drugiego rzędu. U obu płci tworzą na krótkim odgałęzieniu nibyłodygi małe główki (do 6 mm średnicy), dość gęsto rozmieszczone, przez co w miarę wyraźne.
Plemnie
Pojedyncze. Wyrastają w rozgałęzieniach nibyliści, ewentualnie w ich nierozgałęzionych węzłach. Do 600 µm średnicy. Jasnożółte lub pomarańczowe. Otoczone śluzem.
Lęgnie
Okryte śluzem. Od 1 do 4 (zwykle 2, 3). Wyrastają w rozgałęzieniach nibyliści. Mniejsze od plemni (do 500 µm). Koronka bardzo mała lub brak. Oospory brązowe, z wyraźnymi grzbietami, 300–400 µm długości.
Podobne gatunki
Nitella opaca, która jednak nie ma galaretowatych otoczek gametangiów. Nitella flexilis, Nitella syncarpa, Tolypella.

## Biologia
Roślina jednoroczna żyjąca w półroczu chłodnym – kiełkuje jesienią lub zimą, także pod lodem, płodna wiosną i obumiera w lipcu.

## Ekologia
Gatunek słodkowodny; wody od miękkich po twarde. Zwykle w wodach płytkich (małe zbiorniki, torfianki, rowy – rzadko jeziora, wtedy wody niezbyt żyzne, miękkie), prześwietlonych, do 1 m głębokości, na podłożu mineralnym lub mulistym. Pojedynczo lub w niewielkich skupieniach. Rzadko tworzy łąki ramienicowe. Według niektórych systemów syntaksonomicznych zdominowane przez nią zbiorowisko ma rangę zespołu Nitelletum capillaris lub Lemno-Nitelletum capillaris (współtworzone przez lemnidy).
Występowanie
Występuje w rozproszeniu w dużej części Europy. W Polsce bardzo rzadka.

## Zagrożenia i ochrona
Podlega w Polsce ochronie gatunkowej. Status zagrożenia ma nieznany ze względu na niedostateczną ilość danych (DD). W większym zagęszczeniu może występować w jeziorach lobeliowych, które w Unii Europejskiej podlegają ochronie w systemie Natura 2000.